# Neoserica siantarensis
Neoserica siantarensis är en skalbaggsart som beskrevs av Moser 1922. Neoserica siantarensis ingår i släktet Neoserica och familjen Melolonthidae. Inga underarter finns listade i Catalogue of Life.